# Horní Lapač
Horní Lapač (deutsch Ober Lapatsch) ist eine Gemeinde in Tschechien. Sie liegt fünf Kilometer südöstlich von Holešov und gehört zum Okres Kroměříž.

## Geographie
Horní Lapač befindet sich am Fuße der Hostýnské vrchy im Südosten der Obermährischen Senke (Hornomoravský úval) am Übergang zur Fryštácká brázda (Freistadtler Senke). Das Dorf wird vom Bach Žeranovka durchflossen, der nördlich von Horní Lapač entspringt. Nordöstlich erheben sich der Hrádek (502 m), Hrad (560 m), Chochol (578 m) und die Hrubá Malíková (564 m) sowie im Süden der Hrádek (281 m). Südlich des Dorfes entsteht die Schnellstraße R 49.
Nachbarorte sind Přílepy im Norden, Hadovna und Rusava im Nordosten, Lukoveček und Horní Ves im Osten, Sovárna, Žabárna und Kučovanice im Südosten, Franckovice und Racková im Süden, Žeranovice, Větrák und Bednárňa im Südwesten, Zahnašovice im Westen sowie Martinice im Nordwesten.

## Geschichte

### Meziříčí
Im Mittelalter befand sich in der Nähe des heutigen Ortes das Dorf Meziříčí bzw. Meziříčsko. Es wurde 1342 erstmals als Lhota Mesirzietzie erwähnt. Im Jahre 1397 verkauften nach dem Tode von Peter Holický von Sternberg dessen Erben Peter von Krawarn und Marquart von Sternberg die Herrschaft Količín mit den Dörfern Blazice, Hostišová, Količín, Lechotice, Machová, Markov, Mezyrzyeczie, Míškovice, Mysločovice, Racková, Sazovice, Syrotsko und Žeranovice an die Brüder Zdenko und Jesko Lukovský von Sternberg. Zdenkos Nachkommen veräußerten nach den Hussitenkriegen wegen finanzieller Nöte sukzessive Teile der ursprünglich großen Herrschaft. Im Jahre 1536 wurde Mezrziczko ein wüstes Dorf genannt. Es wurde nie wieder besiedelt.

## Horní Lapač
Bis ins 18. Jahrhundert befand sich an der Stelle des Dorfes umgeben von dichten Wäldern an einem Fuhrweg von Holešov nach Fryšták die herrschaftliche Schänke Ober Lapatsch. Einige Kilometer südwestlich bestand zwischen Žeranovice und Lechotice noch ein Gehöft Unter Lapatsch. Zum Ende des 18. Jahrhunderts ließ der Besitzer der Herrschaft Žeranovice, Graf von Seilern-Aspang, den zum herrschaftlichen Hof gehörigen Grund parzellieren und bei der Schänke eine Ansiedlung errichten. Im Jahre 1788 bestand Ober Lapatsch aus sechs Häusern. Bis zur Mitte des 19. Jahrhunderts blieb der Ort immer nach Žeranovice untertänig.
Nach der Aufhebung der Patrimonialherrschaften bildete Horní Lapač / Ober Lapatsch ab 1850 einen Ortsteil der Gemeinde Žeranovice in der Bezirkshauptmannschaft Holešov. Nachdem die Ansiedlung zu einem Dorf angewachsen war, entstand 1878 mit Unterstützung des Abgeordneten František Skopalík die selbstständige Gemeinde Horní Lapač. Zu dieser Zeit bestand der Ort aus 45 Häusern. Im Jahre 1960 wurde die Gemeinde dem Okres Kroměříž zugeordnet. Gepfarrt ist das Dorf seit eh und jeh nach Žeranovice. Horní Lapač ist heute von Feldern und im Süden von Weinbergen umgeben.

## Ortsgliederung
Für die Gemeinde Horní Lapač sind keine Ortsteile ausgewiesen.

## Sehenswürdigkeiten
- Kapelle des hl. Florian, erbaut 1908
- Steinkreuz am Ortsausgang nach Fryšták, es wurde 1866 zum Gedenken an ein Gefecht während des Deutschen Krieges errichtet.
- Statue der Madonna vom Svatý Hostýn am Ortsausgang nach Holešov, errichtet 1946 zum Dank für die Beendigung des Zweiten Weltkrieges

Sehenswürdigkeiten
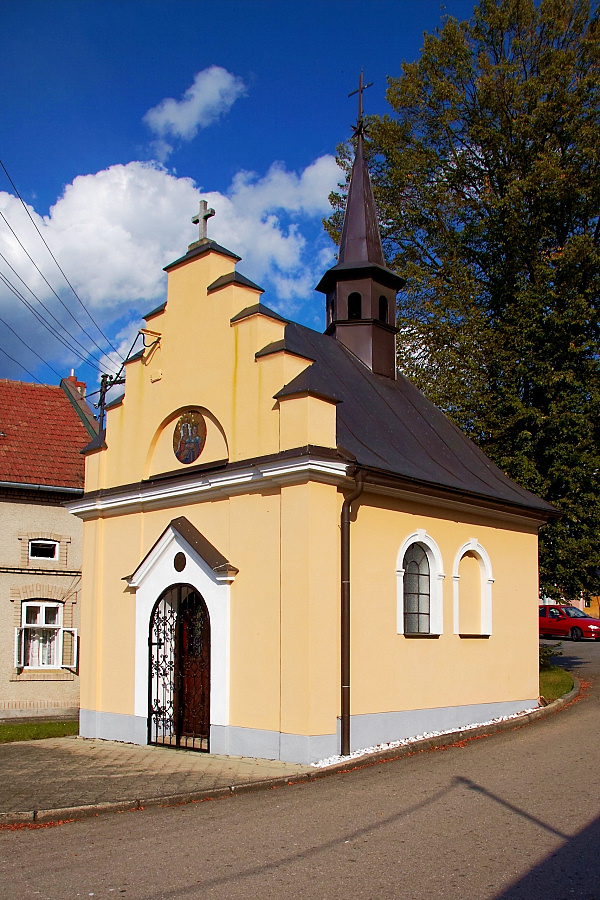
Kapelle des hl. Florian
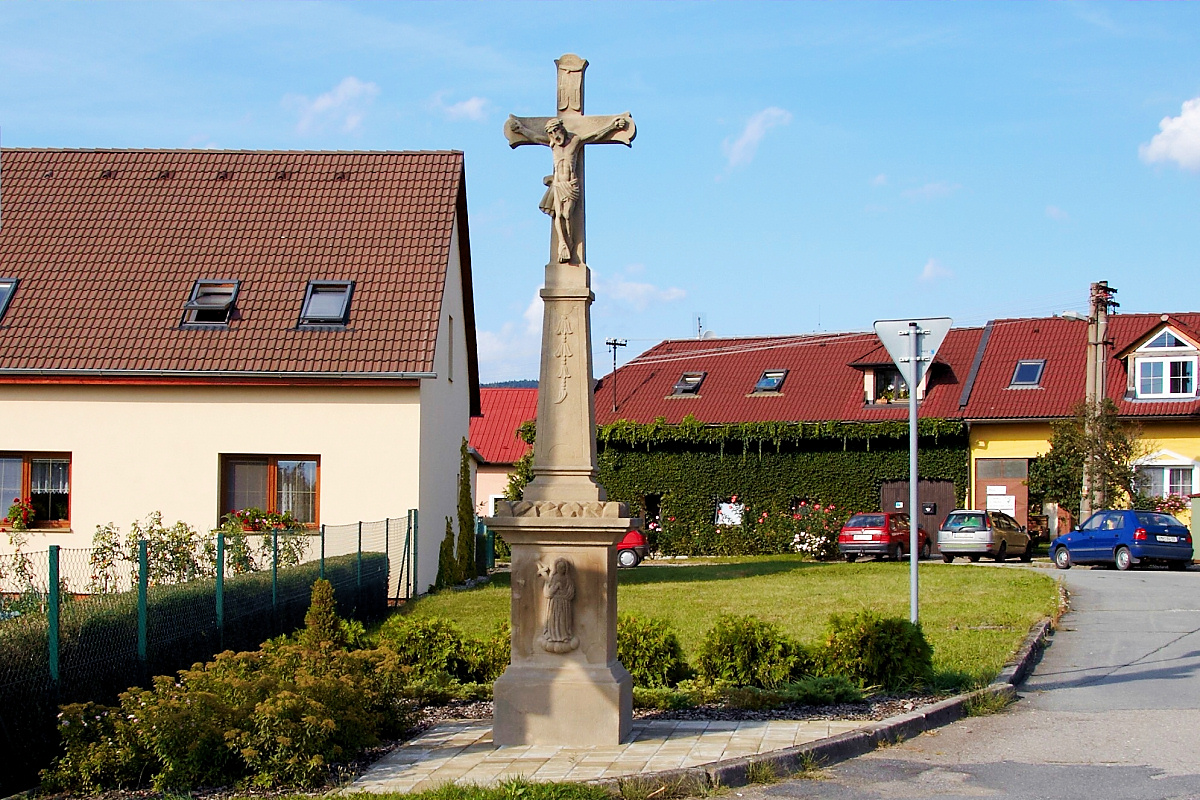
Steinernes Kreuz
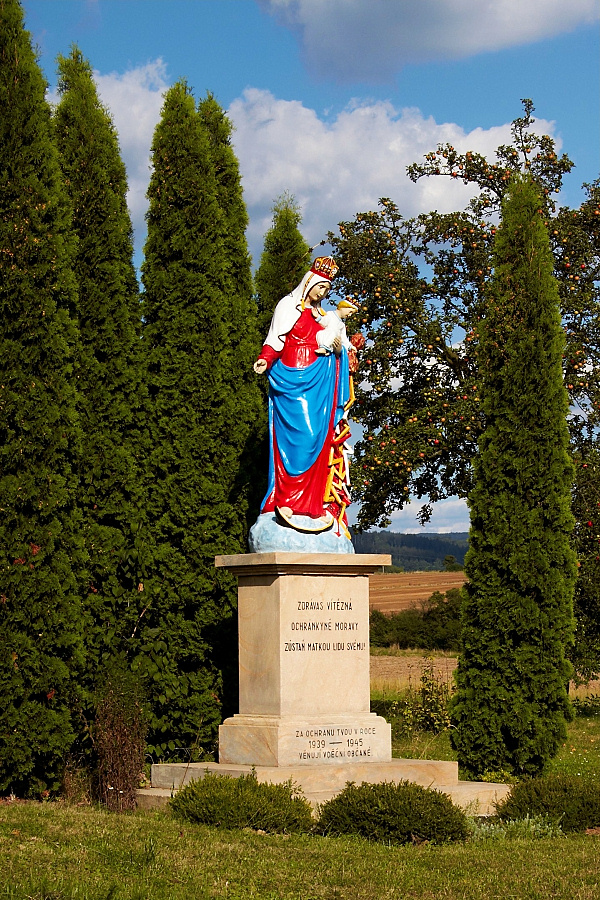
Statue der Madonna vom Svatý Hostýn